# Municipio de Hebron (Illinois)
El municipio de Hebron (en inglés: Hebron Township) es un municipio ubicado en el condado de McHenry en el estado estadounidense de Illinois. En el año 2010 tenía una población de 2356 habitantes y una densidad poblacional de 27,59 personas por km².

## Geografía
El municipio de Hebron se encuentra ubicado en las coordenadas 42°27′16″N 88°24′47″O / 42.45444, -88.41306. Según la Oficina del Censo de los Estados Unidos, el municipio tiene una superficie total de 85.4 km², de la cual 85,4 km² corresponden a tierra firme y (0 %) 0 km² es agua.

## Demografía
Según el censo de 2010, había 2356 personas residiendo en el municipio de Hebron. La densidad de población era de 27,59 hab./km². De los 2356 habitantes, el municipio de Hebron estaba compuesto por el 93,55 % blancos, el 1,44 % eran afroamericanos, el 0,13 % eran amerindios, el 0,47 % eran asiáticos, el 2,93 % eran de otras razas y el 1,49 % eran de una mezcla de razas. Del total de la población el 7,43 % eran hispanos o latinos de cualquier raza.